# Ландвер (општина)
Ландвер (њем. Landwehr) општина је у њемачкој савезној држави Доња Саксонија. Једно је од 40 општинских средишта округа Хилдесхајм. Према процјени из 2010. у општини је живјело 531 становника. Посједује регионалну шифру (AGS) 3254024.

## Географски и демографски подаци
Ландвер се налази у савезној држави Доња Саксонија у округу Хилдесхајм. Општина се налази на надморској висини од 198 метара. Површина општине износи 13,0 km². У самом мјесту је, према процјени из 2010. године, живјело 531 становника. Просјечна густина становништва износи 41 становника/km².